# Senecaville (Ohio)
Senecaville es una villa ubicada en el condado de Guernsey en el estado estadounidense de Ohio. En el Censo de 2010 tenía una población de 457 habitantes y una densidad poblacional de 371,47 personas por km².

## Geografía
Senecaville se encuentra ubicada en las coordenadas 39°56′5″N 81°27′34″O / 39.93472, -81.45944. Según la Oficina del Censo de los Estados Unidos, Senecaville tiene una superficie total de 1.23 km², de la cual 1.23 km² corresponden a tierra firme y (0%) 0 km² es agua.

## Demografía
Según el censo de 2010, había 457 personas residiendo en Senecaville. La densidad de población era de 371,47 hab./km². De los 457 habitantes, Senecaville estaba compuesto por el 98.91% blancos, el 0% eran afroamericanos, el 0.44% eran amerindios, el 0% eran asiáticos, el 0% eran isleños del Pacífico, el 0% eran de otras razas y el 0.66% pertenecían a dos o más razas. Del total de la población el 0% eran hispanos o latinos de cualquier raza.